# Martín Vellisca
Martín Vellisca González (Madrid, 22 agosto 1971) è un ex calciatore spagnolo, di ruolo centrocampista.

## Palmarès

### Club
- Coppa di Spagna: 2

Real Saragozza: 2000-2001, 2003-2004